# کومانو هایاتاما تایشا
کومانو هایاتاما تایشا (به ژاپنی: 熊野速玉大社 Kumano Hayatama Taisha) یک معبد شینتویی در شینگو، واکایاما، استان واکایاما، ژاپن است.